# LG Display
LG Display (koreansk: LG 디스플레이, KRX: 034220

, NYSE: LPL)er verdens største producent af LCD-paneler, lidt foran Samsung Electronics. De to sydkoreanske virksomheder har tilsammen over 50 % af det globale marked for LCD-paneler. LG Display har hovedsæde i Seoul i Sydkorea.

## Historie
LG Display blev oprindeligt etableret i 1999 som et joint venture mellem den sydkoreanske elektronikvirksomhed LG Electronics og den hollandske virksomhed Koninklijke Philips Electronics. Virksomheden skulle fremstille active matrix liquid crystal displays (LCDs) og blev etableret under navnet LG.Philips LCD, men Philips frasolgte sin ejerandel ved udgangen af 2008.
12. december 2008 bekendtgjorde LG.Philips LCD sine planer om at skifte virksomhedsnavnet til LG Display, navneskiftet blev godkendt af aktionærerne på den årlige generalforsamling 29. februar 2009. Virksomheden hævder at navneskiftet afspejler virksomhedens udvidelse af forretningsområdet og diversificering.
Virksomheden har otte fremstillingsfabrikker i Gumi og Paju i Sydkorea. Den har også en samlefabrik i Nanjing og Guangzhou i Kina og i Wrocław i Polen.
LG Display blev en uafhængig virksomhed i juli 2004, da den blev børsnoteret på New York Stock Exchange (NYSE: LPL) og Korea Exchange (KRX: 034220

).
Det er en af de største producenter af licensfremstillede IPS-paneler til brug af Dell, NEC, ASUS, Apple Inc..
I december 2010 gav EU LG Display en bøde på 215 millioner € for at have været med i en LCD-prisfastsættelsesaftale. Andre virksomheder fik bøder for tilsammen 648,9 millioner €, inklusive Chimei Innolux, AU Optronics, Chunghwa Picture Tubes Ltd. og HannStar Display Corp..